# Omari Achmedov
Omari Sirazjudinovitj Achmedov, (ryska: Омари Сиражудинович Ахмедов) född 12 oktober 1987 i Kizljar, är en rysk MMA-utövare som sedan 2013 tävlar i organisationen Ultimate Fighting Championship.